# 汪鸿雁 (解放军)
汪鸿雁（？—），男，汉族，中国人民解放军少将，现任中国共产党第二十届中央纪律检查委员会委员，东部战区政治工作部副主任。曾任中央军委装备发展部政治工作局主任。